# Les Orangers (Caillebotte)
Les Orangers est un tableau de Gustave Caillebotte réalisé en 1878 représentant une vue de la propriété Caillebotte à Yerres. Il est conservé au musée des beaux-arts de Houston depuis 1999.

## Description

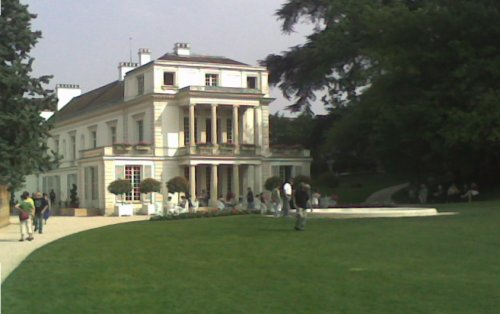
De l'autre côté, vue de la propriété des Caillebotte

Le personnage assis de dos au premier plan est Martial Caillebotte, frère de l'artiste, et la jeune fille sous l'oranger, leur cousine Zoé. Le mobilier de jardin est de François Carré, d'après des modèles de 1866 très diffusés pendant plusieurs décennies. Il s'agit d'un dernier été paisible, car leur mère, née Céleste Daufresne, meurt le 20 octobre 1878, quelques jours avant son cinquante-neuvième anniversaire, et la propriété est vendue quelques mois plus tard.
Le tableau mesure 155 cm de hauteur sur 117 cm de longueur.

## Historique
Cette toile a été présentée à l'exposition des impressionnistes de 1879 à côté de vingt-sept autres toiles de Gustave Caillebotte.
Le tableau est conservé depuis 1999 au musée des beaux-arts de Houston. Il était auparavant détenu par Audrey Jones Beck John et Audrey Jones Beck avait acheté cette toile à la galerie Feichenfeldt de Zurich où elle avait été vendue par un collectionneur zurichois. Ce dernier l'avait acheté à la  galerie Lorenceau qui la tenait des descendants de Geneviève Caillebotte.